# Mary de Modena
Mary de Modena (Maria Beatrice Anna Margherita Isabella d'Este; mai târziu Regina Mary a Angliei, Scoției și Irlandei; n. 5 octombrie 1658 – 7 mai 1718) a fost a doua soție a regelui Iacob al II-lea al Angliei.

## Primii ani
Mary s-a născut la 5 octombrie 1658 la Palatul Ducal din Modena, Italia ca primul copil și singura fiică a Ducelui de Modena Alfonso al IV-lea d'Este și a soției lui, Laura Martinozzi. Mary a avut un frate mai mic, Francesco, care a devenit Duce de Modena la vârsta de doi ani, după decesul tatălui lor când Mary avea patru ani. Mama lor, Laura, a fost regentă până în 1674 când Francesco a devenit major.
Mary a fost descendentă a regelui Henric al II-lea al Franței și a Caterinei de Medici.

## Căsătoria
Mary s-a căsătorit cu Iacob, Duce de York la 20 septembrie 1673 printr-o ceremonie catolică și la 21 noiembrie 1673 printr-o ceremonie anglicană. Laura, mama Mariei, și-a acompaniat fiica în Anglia.
Căsătoria a avut aspecte dinastice și politice. Iacob avea două fiice protestante, Mary și Anne din prima căsătorie cu Anne Hyde. Un fiu din a doua căsătorie ar putea deveni într-o zi un rege romano catolic. Deși Mary era frumoasă și avea farmec, englezii n-o plăceau din cauza romano-catolicismului ei.
După mai multe avorturi spontane, în 1688, Mary dă naștere unui fiu, Iacob. Evenimentul a cauzat multe speculații. Au existat zvonuri că de fapt copilul s-a născut mort și a fost schimbat sau că regina nici n-a fost însărcinată. Zvonurile au deveni îngrijorătoare când Iacob a reunit două sesiuni extraordinare ale Consiliului său pentru a audia mărturii care să dovedească că micul Prinț de Wales era fiul său și al reginei, deși fiice lui Iacob puneau la îndoială legitimitatea copilului.
La câteva luni de la nașterea moștenitorului, a izbucnit Revoluția glorioasă. Mary a plecat în Franța la 10 decembrie 1688 împreună cu fiul ei. Fiica cea mare a lui Iacob, Mary, împreună cu soțul său, William de Orange au fost invitați de Wings să preia tronul.
În exil, ca oaspeți ai regelui Ludovic al XIV-lea al Franței la Castelul din Saint-Germain-en-Laye, Mary a născut o fiică, Louisa Maria Teresa Stuart, care a murit de variolă la vârsta de nouăsprezece ani.
Regina Mary a murit la Saint-Germain-en-Laye de cancer la sân. Mormântul ei a fost distrus în timpul Revoluției Franceze.
1. ↑  IdRef, accesat în 1 mai 2020